# Jüdische Gemeinde Kisvárda
Die Jüdische Gemeinde von Kisvárda (deutsch Kleinwardein) im Komitat Szabolcs-Szatmár-Bereg im Nordosten Ungarns wurde 1796 begründet. Bereits 1801 wurde im Ort auch eine erste Synagoge errichtet. Die heutige, welche als Museum genutzt wird, wurde am selben Ort etwa einhundert Jahre später gebaut.

## Geschichte
Die ersten Spuren jüdischer Ansiedelungen in Kisvárda lassen sich bis ins Jahr 1508 zurückverfolgen. Wie aus zeitgenössischen Erhebungen hervorgeht, lebten 1753 21 Familien in 13 Dörfern des Bezirks Kisvárda bzw. im Jahr 1770 49 Juden in Kisvárda.
Die jüdische Gemeinde Kisvárda wurde 1796 begründet und unterstand in den ersten Jahren der Gemeinde in Nagykálló unter Jesaja Banet als Rabbiner. Bereits 1801 wurde im Ort auch eine erste Synagoge errichtet. Ab 1843 wurde die Gemeinde selbständig und es wurde ein eigener Rabbi ernannt. Im Jahre 1848 wurden in Kisvárda 723 jüdische Personen in 161 Familien gezählt. Diese Zahl stieg bis auf 1483 jüdische Bewohner im Jahr 1860 an. Um 1900 betrug ihre Zahl 2624 und stieg bis zum Jahre 1941 auf 3770. Damit machten Juden in jenem Jahr rund ein Viertel der gesamten Bevölkerung aus.
Ab 1932 erstarkten die zionistischen Bewegungen auch in Ungarn. Gleichzeitig verstärkten sich auch die antisemitischen Aktivitäten und es kam 1938 zu den ersten bewaffneten Übergriffen gegen Juden in Ungarn. Bereits ab 1937 wurden etwa 400.000 Juden von den ungarischen Behörden unter der Regierung von Reichsverweser Miklós Horthy nach Deutschland deportiert. Nach der deutschen Besetzung im Frühjahr 1944 wurde auch die jüdische Bevölkerung von Kisvárda und Umgebung in das Ghetto Kisvárda zusammengetrieben und wenige Wochen später in das KZ Auschwitz oder andere Konzentrationslager deportiert, wo die meisten von ihnen umkamen. Wegen dieser Ereignisse und des anhaltenden Antisemitismus in Ungarn bis in die 1960er Jahre, leben nur noch wenige Juden in Kisvárda, ihre Zahl beträgt vermutlich weniger als zehn.

## Friedhof

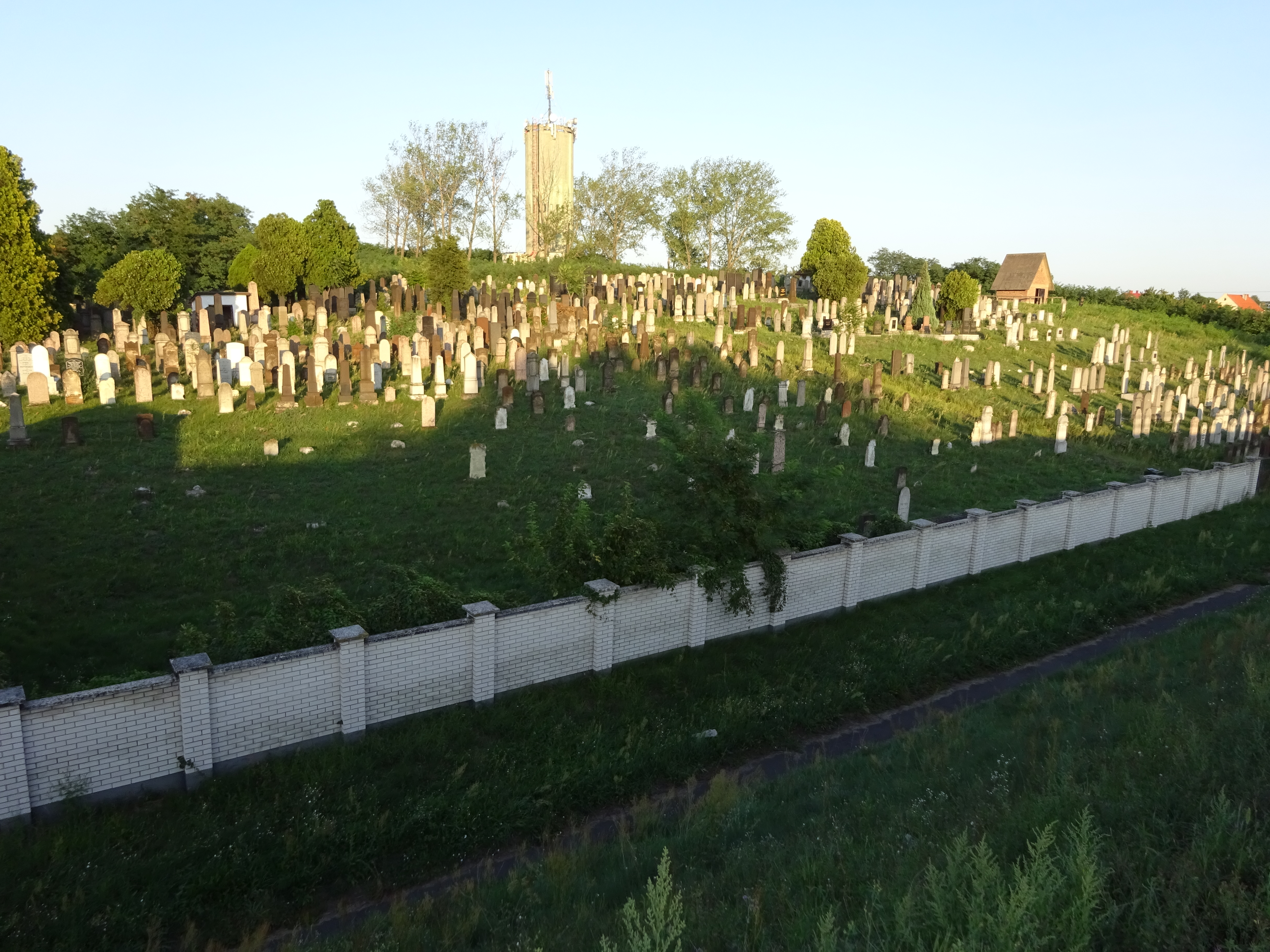
Der jüdische Friedhof an der Árpádstraße

Der jüdische Friedhof befindet sich an der Árpárdstraße. Er enthält mehrere Tausend Grabsteine in gut erhaltenem Zustand und mit hebräischen, jiddischen und ungarischen Inschriften.
Für das Jahr 1824 ist dokumentiert, dass die jüdische Gemeinde die Anlage eines neuen Friedhofes anstrebte, da das bisher verwendete, von Landbesitzern gepachtete Gelände nicht mehr ausreichte. Sie wurde zunächst angewiesen, erneut Land zu pachten. Erst 1839 wurde ihrem Gesuch stattgegeben und seitdem befindet sich der neue jüdische Friedhof an seinem heutigen Ort. Der alte Friedhof ist heute ein Sportplatz. Die Gräber befinden sich darunter und die Grabsteine wurden auf den neuen Friedhof gebracht.
Der neue Friedhof musste durch Zukauf von Land erweitert werden. Am 3. Mai 1920 kam es im Beisein einer großen Menschenmenge zur feierlichen Eröffnung durch Rabbiner Moses Rosenbaum. Anlässlich dieser Zeremonie verteilte die israelitische Gemeinde 1500 Ungarische Kronen unter der bedürftigen Bevölkerung.
Im Jahr 2005 wurde auf dem Friedhof ein Denkmal für die Opfer des Holocaust errichtet. Der Friedhof wird instand gehalten. Zumindest noch 2016 gab es einen Friedhofswärter, der auch Besuchern den Schlüssel aushändigt. Eine Liste von Grabstätten existiert nicht.